# Жиклёр
Жиклёр (фр. gicleur, от gicler — брызнуть) — устройство с калиброванным отверстием для дозирования подачи жидкости или газа.
Например, в технической литературе жиклёром называют детали карбюратора (пробки, форсунки) с калиброванными отверстиями. По выполняемым функциям и в зависимости от того, в какой системе карбюратора он установлен, различается жиклёр: топливный, воздушный, главный, компенсационный, холостого хода и др.
Жиклёр оценивается его пропускной способностью (производительностью), то есть количеством жидкости (обычно воды), которое может пройти через калиброванное отверстие в единицу времени.
Карбюраторные жиклёры обычно имеют маркировку трёхзначным числом, наносимую на торец. Это число обозначает пропускную способность жиклёра в кубических сантиметрах за одну минуту при давлении водяного столба (1000 ± 2) мм.
Жиклеры изготавливаются, как правило, из цветных металлов. Отверстие жиклёра является строго калиброванным, поэтому их недопустимо прочищать твёрдыми предметами во избежание изменения размеров отверстия и последующего нарушения правильной работы всего устройства.
Другим примером описания в технической литературе является жиклёр омывателя ветрового стекла автомобиля.